# 이지스 탄도미사일 방어체계

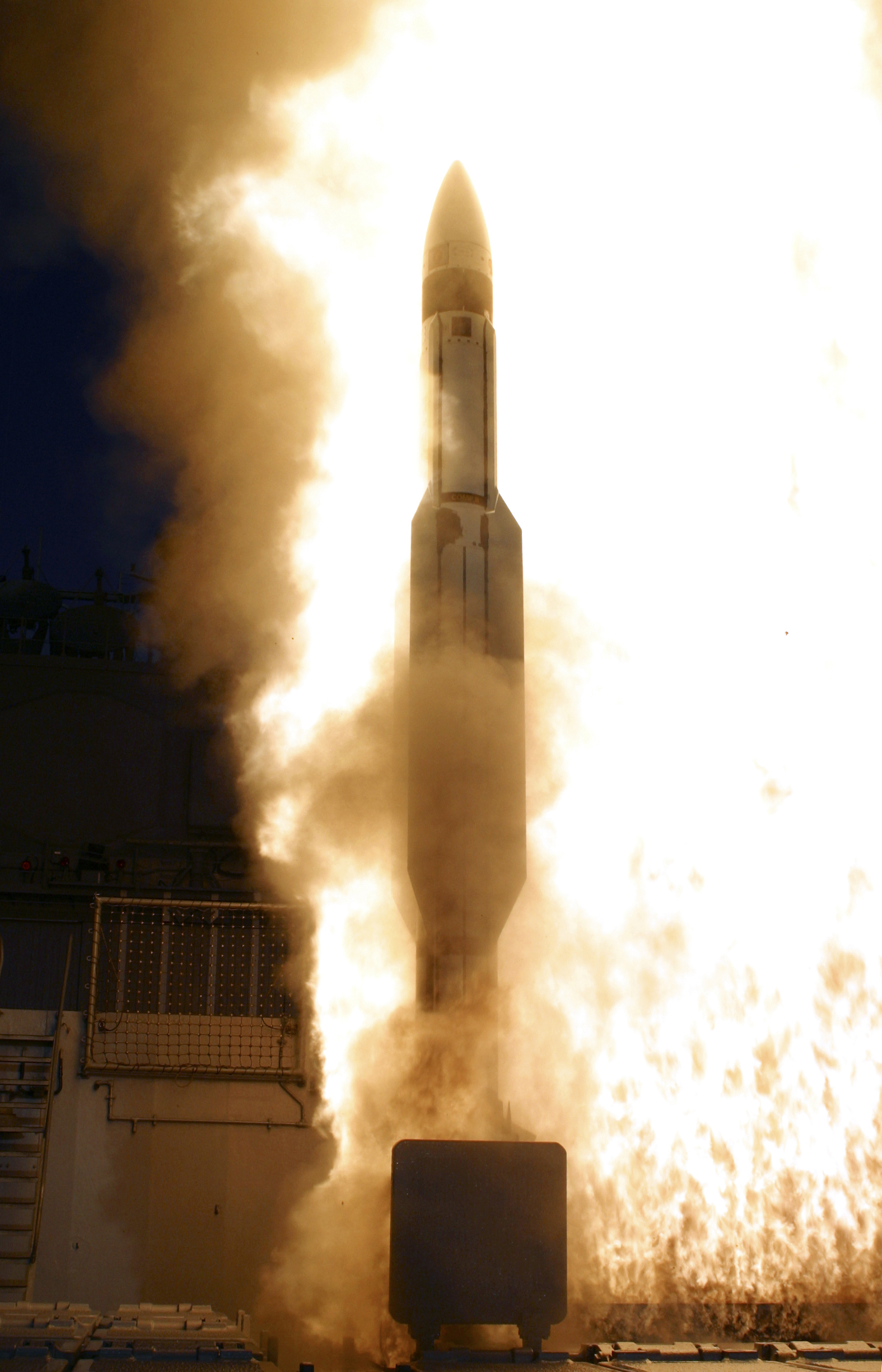
2003년 12월 11일, 이지스 순양함 USS Lake Erie (CG 70)에서 SM-3 미사일이 시험발사되고 있다. 적의 중거리 탄도 미사일을 요격하는 이지스 BMDS 실험이었다. 하와이의 Kauai에서 발사된, 초속 3.7 킬로미터로 날아오는 탄도 미사일을 요격했다. 요격된 지점은 Kauai에서 수백 킬로미터 떨어진, 고도 137 킬로미터 상공이었다. 4번째 요격실험의 성공이었다.

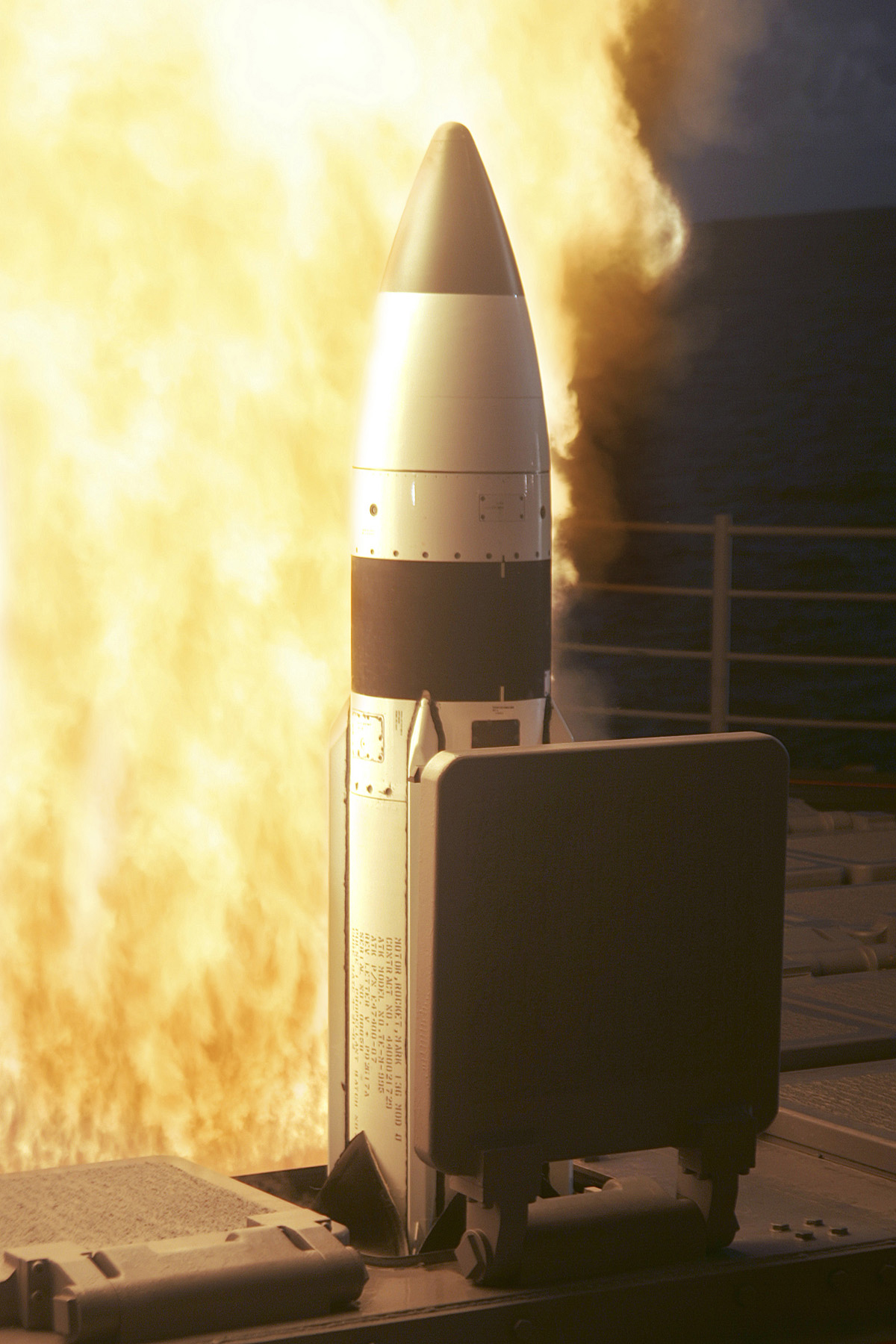
2005년 11월 17일, 진주만의 이지스 순양함 Lake Erie (CG-70)에서 시험발사되고 있는 SM-3 미사일. 7번째 비행실험이며, 6번째 요격실험이었다. 다탄두 탄도미사일 요격실험이었다. 이전의 요격실험들은 모두 단일 탄두 탄도 미사일 요격실험이었다.

이지스 탄도미사일 방어체계(영어: Aegis Ballistic Missile Defense System; Aegis BMD)는 미국 해군의 미사일 방어망 사업이다. 이지스함에서 발사한 탄도탄 요격미사일로 적의 탄도미사일을 공중에서 요격하는 해상 미사일 방어 시스템이다. 레이시온이 주계약자로 요격미사일로는 SM-3 미사일이 사용된다.

## 이지스 포대
이지스 포대(Aegis Ashore)는 해군이 지상시설에 이지스 시스템을 설치한 것이다. 포대는 AN/SPY-1 레이다와 SM-3 미사일로 구성된다. 오바마 행정부는 2015년 5월 루마니아 데베셀루 공군기지에 최초의 이지스 포대를 배치했다. 2018년에 폴란드에도 포대가 설치될 것이다. 2020년 2개의 이지스 포대는 최신 버전의 Aegis BMD 소프트웨어와 최신형 SM-3로 업그레이드 될 것이다.

## 같이 보기
- 세종대왕급 구축함
- 미사일 방어
- RIM-161 Standard Missile 3